# Анциферовская премия

Медаль премии

Анциферовская премия — международная премия в области краеведения; присуждается за лучшие научные и популярные работы о Санкт-Петербурге, а также за общий вклад в современное петербургское краеведение. Лауреаты Анциферовской премии награждаются памятной медалью. Премия посвящена памяти краеведа Николая Павловича Анциферова, с именем которого связана традиция комплексного изучения города как целостного историко-культурного организма.
На соискание Анциферовских премий выдвигаются опубликованные работы в широком диапазоне, включающем исторические, культурологические, экономические, социально-политические, этнографические и иные аспекты петербургского краеведения. Премия присуждается один раз, лауреат не может быть её соискателем повторно.

## История премии
Международная Анциферовская премия была учреждена в 1995 году по инициативе Международного благотворительного фонда спасения Петербурга-Ленинграда и Балтийского гуманитарного фонда. В состав учредителей премии вошёл также Государственный музей истории Санкт-Петербурга. Сопредседателями организационногго комитета премии стали А. Д. Марголис и А. В. Кобак.
С 2003 года организацию конкурсов возглавляет Международный благотворительный фонд имени Д. С. Лихачева.
Памятные бронзовые медали с портретом Н. П. Анциферова были разработаны скульптором А. В. Баклановым и отчеканены на Санкт-Петербургском Монетном дворе. Архитектор-художник Е. Ю. Меркурьев разработал эскизы дипломов двух видов — для победителя (лауреата) и для дипломантов премии.
Первым председателем Анциферовского жюри был избран Сигурд Оттович Шмидт, председатель Союза краеведов России. В состав Анциферовского жюри вошли наиболее авторитетные специалисты по истории и культуре Петербурга. Среди них — академики Российской Академии наук Д. С. Лихачёв, Б. В. Ананьич и В. Н. Топоров.
В 1990-е годы на торжественную церемонию вручения премий приезжала дочь Н. П. Анциферова — Татьяна Николаевна Камендровская (1924—2013), которая жила в США.
Среди основных задач премии, по замыслу её учредителей, было выявление лучших работ среди вновь издаваемых книг о Санкт-Петербурге, а также привлечение внимания общественности к изучению Петербурга. В первые годы вручения премии, помимо памятной медали и диплома, премия также включала денежное поощрение победителей.
Итоги первого конкурса были объявлены 31 мая 1996 года. В дальнейшем Анциферовские премии присуждались с интервалом в два или три года — в 1998, 2000, 2003, 2005, 2007, 2009, 2012, 2016 годах. Юбилейная десятая церемония вручения премий состоялась 6 декабря 2019 года.
В 2019 году в состав организаторов премии вошли:
- НИИ образовательного регионоведения РГПУ им. А. И. Герцена;
- Фонд имени Д. С. Лихачева;
- Санкт-Петербургский союз краеведов;
- Центр петербурговедения Библиотеки им. В. В. Маяковского;
- Санкт-Петербургское отделение ВООПИиК.

## Состав номинаций премии
При учреждении Анциферовской премии были предусмотрены три номинации:
- Лучшая научно-исследовательская работа о Петербурге (монография, цикл статей).
- Лучшая популярная работа о Петербурге (монография, путеводитель, учебник, хрестоматия, цикл статей и др.).
- Лучшая работа о Петербурге зарубежного автора (монография, путеводитель, цикл статей и др.).

В 1998 году была введена номинация «За общий вклад в современное петербургское краеведение», в которой оценивалась совокупность печатных работ разных жанров, а также активная просветительская деятельность автора.
В 2007 году учреждена номинация «За большой вклад в издание литературы о Петербурге» — в этой номинации оценивается издательская деятельность.
С 2012 года существует номинация «За лучший интернет-ресурс по истории Петербурга», в которой, помимо классических веб-сайтов, в 2019 году номинировались также историко-краеведческие группы и каналы в социальных медиа, в том числе персональные страницы краеведов.

## Лауреаты премии
В 2019 году НИИ образовательного регионоведения РГПУ им. А. И. Герцена был опубликован сборник «Анциферов и петербургское краеведение: к 130-летию со дня рождения Н. П. Анциферова», в состав которого был включён полный перечень лауреатов и дипломантов Анциферовской премии за все годы её существования.

### 1996
- Исторические кладбища Петербурга: Справочник-путеводитель / Сост. А. В. Кобак, Ю. М. Пирютко. — СПб.: Изд-во Чернышева, 1993. — 640 с.
- Гордин А. М., Гордин М. А. Пушкинский век: Панорама столичной жизни. — СПб.: «Пушкинский фонд», 1995. — 414 с.
- Kepsu S.[фин.] Pietari ennen Pietaria: Nevansuun vaiheita ennen Pietarin kaupungin perustamista. — Helsinki, 1995. — 128 p. (фин.)

### 1998
- Беспятых Ю. Н. Петербург Анны Иоанновны в иностранных описаниях. — СПб.: Русско-Балтийский информ. центр БЛИЦ, 1997. 494 с.
- Овсянников Ю. М. Великие зодчие Санкт-Петербурга. Трезини. Растрелли. Росси. — СПб.: «Искусство — Северо-Запад», 1996. 592 с.
- Cross A. By the banks of the Neva, 1997
- За общий вклад в современное петербургское краеведение:
  - Кириков Б. М. — искусствовед, историк петербургской архитектуры
  - Шмитт-Фогелевич Н. П. — коллекционер, филокартист

### 2000
- Ленинградский мартиролог, 1937—1938 / Ред. А. Я. Разумов — СПб.: РБН, 1995. Т. 1: Август-сентябрь 1937 года. — 1995. — 804 с.; Т. 2: Октябрь 1937 года. — 1996. — 574 с.; Т. 3: Ноябрь 1937 года. — 1998. — 637 с.; Т. 4: 1937. — 1999. — 733 с.
- Бейзер М. Евреи Ленинграда 1917—1939: национальная жизнь и советизация. — Москва; Иерусалим: «Мосты культуры» — «Гершарим», 1999. — 447 с.
- За общий вклад в современное петербургское краеведение:
  - Анисимов Е. В. — историк Петербурга и России XVIII века
  - Антонов В. В. — искусствовед, историк петербургской архитектуры и церковной жизни

### 2003
- Горбатенко С. Б. Петергофская дорога: Историко-архитектурный путеводитель. — СПб.: Европейский Дом, 2002.
- Топонимическая энциклопедия Санкт-Петербурга. Изд. 2-е, испр. и доп. / Авт.-сост. Алексеева С. В., Балашов Е. А., Владимирович А. Г. и др. СПб.: Информационно-издательское агентство «Лик» / Под общ. ред. А. Г. Владимировича. — СПб., 2002.
- Горышина Т. К. Зелёный мир старого Петербурга. — СПб.: Искусство СПб, 2003.
- Шлёгель К. Petersburg: Das Laboratorium der Moderne 1909—1921. — Munchen; Wien: Carl Hanser, 2002.
- За общий вклад в современное петербургское краеведение:
  - Лисовский В. Г. — искусствовед

### 2005
- Шкаровский М. В. Церковь зовет к защите Родины. Религиозная жизнь Ленинграда и Северо-Запада в годы Великой Отечественной войны. — СПб.: Сатис, 2005.
- Arthur George with Elena George (США). St.Petersburg. The first Three Centuries. — «Sutton Publishing» (Великобритания), 2004.
- Elena Hellberg-Hirn. Imperial Imprints: Post-Soviet St. Petersburg. — «SKS Finish Literature Society» (Финляндия), 2003.
- За общий вклад в современное петербургское краеведение:
  - Лурье Л. Я.
  - Марголис А. Д.
  - Макс Энгман (Финляндия).

### 2007
- Голубева И. А. Петр Николаевич Столпянский — историк Санкт-Петербурга. — СПб.: Дмитрий Буланин, 2007.
- Лапин В. В. Петербург. Запахи и звуки. — СПб.: «Европейский Дом», 2007.
- Длуголенский Я. Н. Век Достоевского. Панорама столичной жизни. — СПб.: Издательство «Пушкинского фонда», 2005.
- Emily D. Johnson How St. Petersburg Learned to Study Itself: The Russian Idea of Kraevedenie. Studies of the Harriman Institute (University Park). — Pennsylvania State University Press, 2006.
- За общий вклад в современное петербургское краеведение:
  - Шерих Д. Ю.
- За большой вклад в издание литературы о Петербурге:
  - Издательство «Искусство-СПб»
  - Издательство «Коло»

### 2009
- Северюхин Д. Я. Старый художественный Петербург. Рынок и самоорганизация художников (от начала XVIII века до 1932 г.) — СПб., 2008.
- Якерсон С. М. Еврейские сокровища Петербурга Свитки. Кодексы. Документы. — СПб., 2008.
- Гдалин А. Д., Иванова М. Р. Сражающийся Ленинград. Почтовая открытка: Энциклопедический каталог. — СПб., 2007.
- Глезеров С. Е. Коломяги вокруг и около. — М., 2008.
- Вutenschön M. Ein zaubertempel fur die musen. Die Ermitage in St.Petersburg = Волшебный храм муз. Эрмитаж в Санкт-Петербурге. — Кельн, 2008.
- За общий вклад в современное петербургское краеведение:
  - Пунин А. Л.
  - Богуславский Г. А.
- За большой вклад в издание литературы о Петербурге:
  - Государственный музей истории Санкт-Петербурга
  - Издательство «Европейский дом»
  - Издательство «Лики России»
  - Журнал «История Петербурга»

### 2012
- Яров С. В. Блокадная этика: Представления о морали в Ленинграде 1941—1942 гг. — М., 2012.
- Микишатьев М. Н. Прогулки по Центральному району. От Дворцовой до Фонтанки. — М., 2010.
- Гланц Дэвид. Блокада Ленинграда 1941—1944 / Пер. с англ. Е. В. Ламановой. — М., 2010.
- За общий вклад в современное петербургское краеведение:
  - Краснова Е. И.
  - Булах А. Г.
- За большой вклад в издание литературы о Петербурге:
  - Издательство «Центрполиграф»
  - Издательство «Крига»
  - Энциклопедический отдел филологического факультета СПбГУ
- За лучший интернет-ресурс по истории Петербурга
  - Дипломы: Интернет-сайт «Citywalls: архитектурный сайт Петербурга» (citywalls.ru), Интернет-сайт «Мир Петербурга» (mirpeterburga.ru)

### 2016
- Лебина Н. Б. Повседневность эпохи космоса и кукурузы. Деструкция большого стиля. Ленинград: 1950—1960-е годы. — СПб.: Крига, Победа, 2015.
- Николаева М. В. Санкт-Петербург Петра I. История дворовладений: застройка и застройщики. — М.: Прогресс-Традиция, 2014.
- Кружнов Ю. Н. История квартирного вопроса в России, или коммуналки навсегда. Записки квартирного маклера. — СПб.: Серебряный век, 2014.
- Трубинов Ю. В. Архитекторы Мраморного дворца. Мистификации и реальность. — СПб.: «Санкт-Петербург», 2013.
- Ева Берар. Le crepuscule du Petersbourg imperial. Paris, 2012 / Империя и город: Николай II, «Мир искусства» и городская дума в Санкт-Петербурге. 1894—1914. Пер. с франц. М.Неклюдовой. — М.: НЛО, 2016.
- За общий вклад в современное петербургское краеведение:
  - Лисаевич И. И.
  - Штиглиц М. С.
- За лучший интернет-ресурс по истории Петербурга: Сайт «Зеленогорск» (terijoki.spb.ru)
- За большой вклад в издание литературы о Петербурге:
  - Издательство «Серебряный век»
  - Издательство «Остров»

### 2019
Награждение лауреатов и дипломантов Анциферовской премии прошло 6 декабря 2019 года в Гербовом зале Российского государственного педагогического университета им. А. И. Герцена.
- Малиновский К. В. Бартоломео и Франческо Растрелли. — СПб.: Левша, 2017. 272 с., илл.
- Смирнова Т. М. Театральная жизнь многонационального Петрограда-Ленинграда 1917—1941. — СПб.: Чистый лист, 2016. 544 с., илл.
- Сорокин П. Е. Окрестности Петербурга. Из истории ижорской земли. — СПб.: Центрполиграф, 2017. 478 с., илл.
- Жозефина фон Цитцевитц. Poetry and Leningrad Religious-Philosophical Seminar 1974—1980. — Cambridge, 2016. 233 с., илл.
- Ян Броккен. De gloed van Sint-Petersburg = Сияние Санкт-Петербурга. — Amsterdam, 2016.
- За общий вклад в современное петербургское краеведение:
  - Жерихина Е. И.
  - Исаченко В. Г.
  - Лейкинд О. Л.